# خط سیبو ایکه‌بوکورو
خط سیبو ایکه‌بوکورو (به ژاپنی: 西武池袋線, Seibu Ikebukuro-sen Line) یک خط‌آهن وابسته به شرکت راه‌آهن سیبو است که مسیر آن از شمال غربی توکیو می‌گذرد.